# Децим Рупилий Север
Децим Рупилий Север (на латински: Decimus Rupilius Severus) е политик и сенатор на Римската империя през 2 век.
През 155 г. той е суфектконсул заедно с Луций Юлий Север.